# 富爾馬尼夫卡 (敖德薩州)
45°38′15″N 29°13′56″E / 45.63750°N 29.23222°E
富爾馬尼夫卡（羅馬化：Furmanivka）是位於烏克蘭西南部的村莊，由敖德萨州伊茲梅爾區的基利亞市鎮負責管轄。該村始建於1760年，面積1.9平方公里，海拔高度8米，2001年人口1,468，人口密度每平方公里772.63人。1895年，苏联名将谢苗·铁木辛哥生于此地。